# Salpichroa glandulosa
Salpichroa glandulosa är en potatisväxtart. Salpichroa glandulosa ingår i släktet Salpichroa och familjen potatisväxter.

## Underarter
Arten delas in i följande underarter:
- S. g. glandulosa
- S. g. weddellii